# Pop 100 Airplay
Pop 100 Airplay – powstała w 2005 roku, jedna z wielu list przebojów opracowywanych regularnie przez amerykański magazyn muzyczny Billboard. Mierzy częstotliwość nadawania poszczególnych piosenek na antenach stacji radiowych i wraz z Hot 100 Singles Sales i Hot Digital Songs stanowi trzy siostrzane notowania, które kształtują zestawienia Pop 100.
Pop 100 Airplay jest często mylona z notowaniami Top 40 Mainstream, ponieważ mierzą częstotliwość nadawania piosenek popowych na antenach stacji radiowych. Pop 100 Airplay zastąpiło nieaktywne już zestawienie Top 40 Tracks.